# جوناس بهونک
جوناس بهونک (انگلیسی: Jonas Behounek؛ زادهٔ ۱۷ مهٔ ۱۹۹۸) بازیکن فوتبال اهل آلمان است.
از باشگاه‌هایی که در آن بازی کرده‌است می‌توان به باشگاه فوتبال هامبورگ اشاره کرد.
وی همچنین در تیم‌های ملی فوتبال جوانان آلمان، Germany national under-16 football team، و زیر ۲۰ سال آلمان بازی کرده‌است.